# Leeuwarderbos
Het Leeuwarderbos of Leeuwarder Bos is een natuurgebied in de gemeente Leeuwarden van 150 hectare groot. Het bos wordt aan de westzijde begrensd door de provinciale weg 357 (P.J. Troelstraweg), aan de noordzijde door de Jelsumervaart met buurtschap Vierhuis, aan de zuidzijde door de woonwijk Bilgaard van de stad Leeuwarden en aan de oostzijde door de Dokkumer Ee. 

## Geschiedenis
Het Leeuwarder bos is begin jaren 1990 aangeplant op initiatief van de FACE Foundation. Het doel was om met het nieuwe bos een compensatie te bieden voor de uitstoot van CO2. Tevens zou het bos gebruikt kunnen worden voor recreatie en bood het een groenere overgang tussen het platteland en de stad.
In 1993 is in het bos een grafheuvel aangelegd ten behoeve van aantal grafzerken uit de Westerkerk. Deze zerken waren ontdekt tijdens de verbouwing van de kerk naar theater enkele jaren eerder.
In 2016-2017 is twee hectare van het bos omgewerkt tot een voedselbos.